# Jelmer Ouwerkerk
Jelmer Ouwerkerk (Voorburg, 28 november 1994) is een Nederlands acteur.

## Levensloop
Ouwerkerk maakte op 15-jarige leeftijd zijn filmdebuut in de televisiefilm Finnemans (2010). In die film speelde hij de hoofdrol van Finn. De film was een aflevering van het One Night Stand V-project van het Nederlands Filmfonds. De film werd geregisseerd door Thomas Korthals Altes en was een van de succesvolste One night stand-films van 2010. De film won in 2010 het Gouden Kalf voor beste televisiefilm 2010.
Ouwerkerk speelde eerder al een rol in de NCRV-tv-serie Kaaskoppen en waterlanders, het Anne Frank Verhaal. Hier speelde hij een dubbelrol van het schoolvriendje van Anne Frank en later ook de rol van Hello.
Ouwerkerk deed twee jaar toneel en speelde in twee producties. In 2008 had hij een hoofdrol in de theatervoorstelling Vreemde Goocheltrucs van producent 4kidstheater. Het Jeugdtheater beviel de jeugdige acteur en de productie zo goed, dat hij ook in het toneelstuk het jaar daarop een rol kreeg. In 2009 speelde hij de rol van Trollie in de theatervoorstelling Het Huis Van Tante Agaath.
Van 2011 tot 2013 speelde Ouwerkerk in de KRO-serie VRijland. Hij speelde hier de rol van Victor Verbeek.
Ouwerkerk studeerde in Canada aan de Toronto Metropolitan University en de Toronto Film School waarna hij nog enkele rollen speelde waarvan in 2020 zijn laatste.
Sinds 2018 is Ouwerkerk werkzaam als Corporate Recruiter en voor verschillende organisaties.

## Filmografie
- 2010 - Eindeloos - als Twan
- 2010 - Finnemans - als Finn
- 2011 - Zinloos! - als Joost
- 2012 - Eindshot - als Jorris
- 2012 - Bowy is binnen - als Jack Hammer
- 2012 - Armada's Organizer - als Graffer
- 2014 - Nena - als Catcher
- 2014 - De laatste dag van de zomer - als Timon
- 2015 - Mooiboys - als Mark
- 2015 - Kamer Aangeboden - als Kasper
- 2015-  Biesbosch onder vuur - als Frank

## Televisie
- 2008 - Kaaskoppen & Waterlanders - als Hello
- 2011 - Dat is toch niet normaal
- 2011 - Seinpost Den Haag - als straatmuzikant
- 2011-2013 - VRijland - als Victor Verbeek
- 2011 - Verborgen Verhalen - als Thijs
- 2013 - De leeuwenkuil - als Tjardo
- 2014 - Divorce - als Jongen
- 2016 - Goede tijden, slechte tijden - als Sybrand van Binsbergen (Afl. Aflevering 5289)

## Theater
- 2009 - Het huis van tante Agaath - als Trollie
- 2008 - Vreemde goocheltrucs - als Pim
- 2012 - Muiderslot Theater Presents: Reineart de Vos - als Reineart de Vos

- Gemeinsame Normdatei: 1036512096
- Virtual International Authority File: 304331534
- WorldCat: E39PBJdx3vR4DYWfrR8xMtRVG3